# Ricky Martin En Vivo: Australia 2013
Ricky Martin Live: Australian Tour 2013 es el tour número once realizado por el cantante puertorriqueño Ricky Martin para promover su álbum recopilatorio, Ricky Martin 17 El tour empezó en Newcastle (Australia) el 3 de octubre de 2013 y continuó por tres semanas a lo largo y ancho de la geografía australiana, para terminar en Melbourne a finales de ese mes.

## Antecedentes
Entre abril y junio de 2013, Martin fue uno de los entrenadores de la secunda temporada de The Voice (Australia) En mayo de 2013, anunció que realizaría un tour por Australia, el primero en 10 años. Martin obtuvo certificación de disco de oro por su álbum recopilatorio Ricky Martin 17 y su nuevo sencillo "Come with Me" es top 10.
Ricky primero anunció sólo cinco conciertos, pero luego tuvo que agregar cuatro más en  Sídney y Rod Laver Arena. por la gran aceptación. Durante los conciertos Martin realizó las presentaciones de She's All I Ever Had," "Private Emotion" y "Nobody Wants to Be Lonely"  con  Luke Kennedy y Caterina Torres pertenecientes a su equipo en The Voice (Australia).

## Críticas
Ricky Martin En Vivo: Australia 2013, fue recibió vistos positivos por parte de los críticos. Helen Gregory de The Newcastle Herald escribió que Ricky presentó uno de los shows más grandes del año, con la máxima asistencia de la audiencia "Todo el mundo estaba sudando, bailando y agitando sus cuerpos en una noche de intensa adrenalina". Martin en su mejor momento; ""energético, atractivo, encantador y sigue al frente de una poderosa voz, incluso al girar sus caderas y bailando samba por alrededor de 95 minutos." El show fue una gran producción completa con luces, video, diez cambios de vestuario completo o parcial, ocho bailarines y una banda compuesta por músicos de todo el mundo. Comentarios por Take 40 Australia, Ninemsn y Glam Adelaide también estaban entusiasmados.

## Lista de canciones
1. Come with Me
2. Shake Your Bon-Bon
3. It's Alright
4. Vuelve
5. Livin' la Vida Loca
6. She Bangs
7. Loaded
8. She's All I Ever Had
9. Private Emotion
10. Nobody Wants to Be Lonely
11. Mas
12. La Bomba
13. Lola Lola
14. Pegate / Por Arriba
15. María
16. The Cup of Life

## Fechas
| Australia             |           |           |                                |
| 3 de octubre de 2013  | Newcastle | Australia | Newcastle Entertainment Centre |
| 5 de octubre de 2013  | Melbourne | Australia | Rod Laver Arena                |
| 10 de octubre de 2013 | Adelaide  | Australia | Adelaide Entertainment Centre  |
| 12 de octubre de 2013 | Perth     | Australia | Perth Arena                    |
| 14 de octubre de 2013 | Sídney    | Australia | Star Event Centre              |
| 16 de octubre de 2013 | Brisbane  | Australia | Brisbane Entertainment Centre  |
| 18 de octubre de 2013 | Sídney    | Australia | Allphones Arena                |
| 19 de octubre de 2013 | Sídney    | Australia | Allphones Arena                |
| 20 de octubre de 2013 | Melbourne | Australia | Rod Laver Arena                |